# 東豊学園つくば松実高等学校
東豊学園つくば松実高等学校（とうほうがくえんつくばまつみこうとうがっこう）は、茨城県つくば市に所在した私立の通信制高等学校。

## 概要
つくば市が内閣府および文部科学省から「つくば市教育特区」の認定を受け、株式会社つくば東豊学園（タクシー事業や貸切バス事業を行うニュー東豊の子会社）による広域通信制高等学校の設置を認可し、2008年に開校した。校地は、廃校となったつくば市立筑波第一小学校の跡地を利用していた。

生徒数減少により、学校を管轄するつくば市は2020年3月27日廃校を認可し、2020年3月31日閉校。在校生は他校へ転校した。

## 校舎・学習センター
- つくば本校（つくば市筑波1002）
- 土浦学習センター（土浦市大和町8-22）
- 取手学習センター（取手市取手2－3－2　田中駅前ビル）
- 茂原学習センター（千葉県茂原市高師町3-12-6　篠崎ビル）
- 横浜学習センター（横浜市鶴見区中央4-8-5　幸栄ビル）
- その他、連携校があった。